# Publio Cornelio Scipione Nasica (pretore 93 a.C.)
Publio Cornelio Scipione Nasica (in latino Publius Cornelius Scipio Nasica; 140 a.C. circa – 80 a.C. circa) è stato un politico romano.
Figlio di Publio Cornelio Scipione Nasica Serapione, console del 111 a.C., e di Cecilia Metella. Era sposato con Licinia, la figlia di Lucio Licinio Crasso.
Suo figlio Quinto Cecilio Metello Pio Scipione Nasica fu adottato da Quinto Cecilio Metello Pio, che non aveva figli, nel 64 a.C.
Percorse i gradini del cursus honorum fino alla pretura, che svolse nel 93 a.C. a Hispania.